# Mujer en su baño (Jan Steen)
Una mujer en su baño es una pintura al óleo del maestro holandés Jan Steen. Firmado y fechado en 1663, se encuentra en la Colección Real británica. Mide 65,8 × 53,0 cm y el marco del cuadro mide 82,6 × 69,4 × 6,0 cm.

## Descripción
La pintura muestra a una joven parcialmente vestida y sentada al borde de su cama con dosel, que se está poniendo las medias. Su chaqueta con el borde de piel está abierta y sus zapatos esparcidos por el suelo. Un perrito faldero yace en su cama deshecha con el orinal abajo. La figura, con las piernas a la vista, es seductora y mira directamente al espectador con expresión tentadora. Su dormitorio se abre tras una imponente puerta arqueada entre dos columnas con capiteles corintios sobre zócalos decorados. El arco de la puerta está decorado arriba con guirnaldas y un querubín llorón. El propio espectador se mantiene así alejado de la habitación.
El ingenio del artista crea con las imágenes un juego de palabras: la palabra holandesa para medias (kous), usada también eufemísticamente para aludir a la fornicación, y la palabra holandesa para orinal (piespot), dan como resultado pieskous, una palabra despectiva para referirse a las mujeres en jerga.
Firmado en la columna de la izquierda: JSteen (JS en el monograma) y fechado en la columna de la derecha: 1663. Para comprender el significado de la firma del artista en la columna, hay que saber que "Steen" significa "piedra" en holandés.

## Interpretación
El contraste obvio y deliberado entre el interior y el exterior muestra claramente la escena aparentemente cotidiana como una pintura alegórica: la entrada arqueada es un umbral que ninguna persona sensata debe cruzar, por fuerte que sea la tentación. Su arco muestra el simbolismo del girasol (constancia), la vid (virtud doméstica) y el querubín llorón (amor casto profano), que representa la honestidad moral. En el cuarto, el espectador se enfrenta a una multitud de vanitas: un laúd con una cuerda rota en el escalón de entrada, apoyado en un cráneo entrelazado con una vid, en la mesita una palmatoria con la vela apagada y un joyero abierto. Todo esto simboliza los efectos temporales del placer sensual equivocado. Incluso ponerse una media tenía un mensaje claro, que se puede encontrar en el libro de emblemas Sinnepoppen de Roemer Visscher (1614): un comportamiento impetuoso como ponerse una media demasiado rápido podría llevar a perforarla, del mismo modo que la sensualidad podría conducir a la ruina, física y moral. Steen insinúa que al cruzar el arco de la puerta, se corre el riesgo de perder la virtud. Entonces también tiene sentido que el interior signifique amor profano y carnal y el exterior signifique amor casto y espiritual.